# Негушка
Негушката пополка или само негушка (на гръцки: Νεγκόσκα Ποπόλκα, Негоска Пополка или само Νεγκόσκα) е червен винен сорт грозде, типичен за централната част на Егейска Македония, Гърция.
Името на сорта идва от българското име на град Науса – Негуш. През 60-те години на XX век отглеждането на сорта постепенно се измества на север към района на Гумендже (Гумениса), където към 2009 година има 700 акра насаждения.
Негушката лоза е къснозреещ сорт – след 20 септември – и дава нискокиселинни вина с мек аромат, добър червен цвят и ниско съдържание на алкохол – около 12%. Сортът обикновено се купажира със сорта пополка (ксиномавро).